# 니케
니케(그리스어: Νίκη, 영어: Nike)는 그리스 신화의 정복과 승리의 신이다. 로마 신화의 빅토리아에 해당한다. 티탄 신족의 하나인 팔라스와 저승에 흐르는 강의 신 스틱스 사이에서 태어났다. 질투 또는 경쟁심을 뜻하는 젤로스와 힘을 뜻하는 크라토스, 폭력을 뜻하는 비아의 남매이다. 전쟁의 신이기도 한 아테나와 관계가 깊고 모습도 비슷하지만, 단독으로 그려질 때는 날개가 달려 있고 종려나무(대추야자) 잎을 손에 들고 있는 것이 특징이다. 파르테논 신전에서는 아테나가 팔에 니케를 올려 놓은 모습을 볼 수 있다. 기간테스와 올림포스 신들의 전쟁인 기간토마키아에서 제우스 편에 선 탓에 종종 제우스의 옆자리에 앉아 있는 모습으로 나오기도 한다.
아크로폴리스에 니케 신전의 유적이 남아 있으며, 미술 작품으로는 파이오니오스가 만든 《니케상》과 사모트라케섬에서 발견된 《사모트라케의 니케》, 아크로폴리스미술관의 《샌들을 벗는 니케》 등이 유명하다.
미국의 스포츠용품업체 나이키와 미국 육군의 나이키 미사일은 니케의 이름을 딴 것이다.

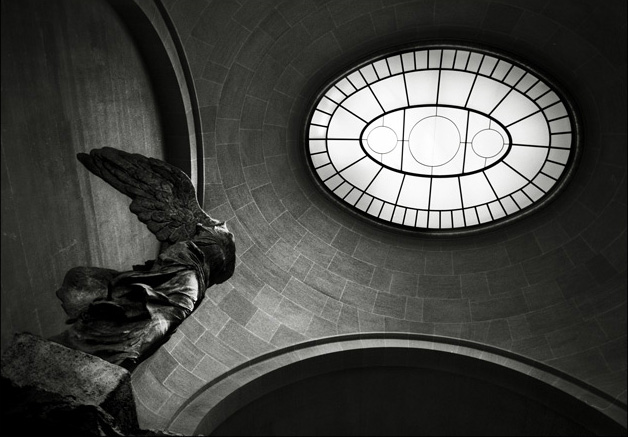
《사모트라케의 니케》- 파리 루브르 박물관

## 같이 보기
- 독립기념비 (멕시코시티)
- 사모트라케의 니케